# 内野楓斗
内野 楓斗（うちの ふうと、2002年11月26日 - ）は、日本の俳優。RMP所属。東京都出身。

## 出演

### 舞台、朗読劇
- 「キミと星空に未来を描いた日」（2012年11月1日 - 4日、ラゾーナ川崎プラザソル） - クリス 役
- 「明日行きの列車は今宵、満天の星の海を」（2013年10月23日 - 27日、ラゾーナ川崎プラザソル） - 江戸川直也 役
- 国連クラシックライブ協会「赤毛のアン」（2015年10月16日 - 18日、国際フォーラムC） - 子役 ギルバート
- 国連クラシックライブ協会「アンのクリスマス クリスマスキャロル」（2015年12月27日、東京ウイメンズプラザホール） チャイコフスキー物語 - 子役チャイコフスキー、くるみ割り人形 - 王子様 役
- 国連クラッシックライブ協会 アンフレンズ卒業公演 サウンドオブミュージック  - フリードリッヒ 役・ウエストサイドストーリー（2016年3月28日、東京ウィメンズプラザ） - Baby John 役
- 国連クラッシックライブ協会 環境ミュージカル「Our Blue Planet」2016（2016年5月21日、サントリーブルーローズホール） - 少年 役
- せたがやこどもプロジェクト2016キッズ・ミュージカル「ワンサくん」 - 祭りにいくぞ!大脱走!（2016年8月18日 - 28日、シアタートラム） - 先生 役
- 国連クラシックライブ協会「赤毛のアン」（2017年8月5日、6日、サンリオピューロランド）- チャーリー 役
- 「MARKERLIGHT-BLUE Deeper」（2017年5月3日 - 7日、新宿シアターサンモール） - アントン 役
- 国連クラッシックライブ協会「赤毛のアン」（2017年11月17日 - 19日、国際フォーラムホールC） - 少年ギルバート 役
- 「ボクの12支紳士」（2018年1月17日 - 24日、座・高円寺） - 卯年ラパン 役
- 「MARKERLIGHT-BLUE Blessed」（2018年4月18日 - 22日、CBGK)  - 少年 役
- 「アニドルカラーズ！キュアステージ〜シリウス学園編〜」（2018年6月30日 - 7月8日、シアターＧロッソ）
- 「MEMORY BOYS〜想い出を売る店〜」（2018年12月17日 - 2019年7月17日、サンリオピューロランド） - チームアレグロのルバート 役
- SCHOOL STAGE「ここはグリーン・ウッド」（2019年7月19日 - 28日、銀河劇場） - 如月麗名 役
- 「MEMORY BOYS〜想い出を売る店〜」（2019年9月20日 - 12月17日、サンリオピューロランド） - チームフォルテのマーチ 役
- 「Office-9no1-」（2020年3月4日 - 8日、シブゲキ） - 甲賀流 一寸法師 役
- ミュージカル「黒執事」〜寄宿学校の秘密〜（2021年3月5日 - 21日：天王洲銀河劇場、2021年3月25日 - 28日：メルパルクホール大阪、2021年4月1日 - 4日：梅田芸術劇場シアター・ドラマシティ） - ジョアン・ハーコート 役
- ミュージカル『テニスの王子様』4thシーズン 青学vs聖ルドルフ・山吹（2022年7月5日 - 16日：日本青年館ホール、7月22日 - 31日：メルパルクホール大阪、8月11日 - 13日：キャナルシティ劇場、8月18日 - 28日：天王洲 銀河劇場） - 喜多一馬 役
- 朗読劇「学園デスパネル2023」（2023年7月10日 - 12日、座・高円寺2）

### イベント
- 「ACTORS MISSION」（2023年8月27日、池袋西口GEKIBA）
- テニミュ秋の合同大運動会2023（2022年11月14日 - 15日、有明アリーナ） - 喜多一馬 役

### CM
- コンビ「くっつきつみきランド」
- カルフール　店舗CF
- 大正製薬「リポビタンファイン」
- αマンションブランド九州
- ヴァンガード
- ポケモンカードゲームガチャ

### TV出演
- CX「オリキュン」
- CX系「ほんとにあった怖い話 夏の特別編2012」 - ほん怖メンバーズ

### 映画
- 宇宙兄弟

### VR
- 松下電器（プレゼン用）
- タバコ産業
- ソフトバンクS-1グランドチャンピオン大会ライセンス主演

### カタログ、ポスター
- 日産　ラフェスタ
- エルグランド
- プレサージュ
- マイクロソフト　Microsoft「X-BOX360ブランドブック」
- ダイワハウスXEVOシリ－ズ
- PLUS2014年度カタログ
- SEIYU西友POP
- へーベルハウス
- ブリヂストンゴルフウェア
- イトーヨーカドー広告
- ウルルの森の物語
- イケメン横丁JOL原宿クリスマスイベント

### その他
- 東芝電通賞撮影　TOSHIBA　LED